# Myrmia micrura
Myrmia micrura là một loài chim trong họ Chim ruồi.